# Annibale Frossi
Annibale Frossi, född 6 augusti 1911 i Muzzana del Turgnano, död 26 februari 1999 i Milano, var en italiensk fotbollsspelare.
Frossi blev olympisk guldmedaljör i fotboll vid sommarspelen 1936 i Berlin.